# Wei Fenghe

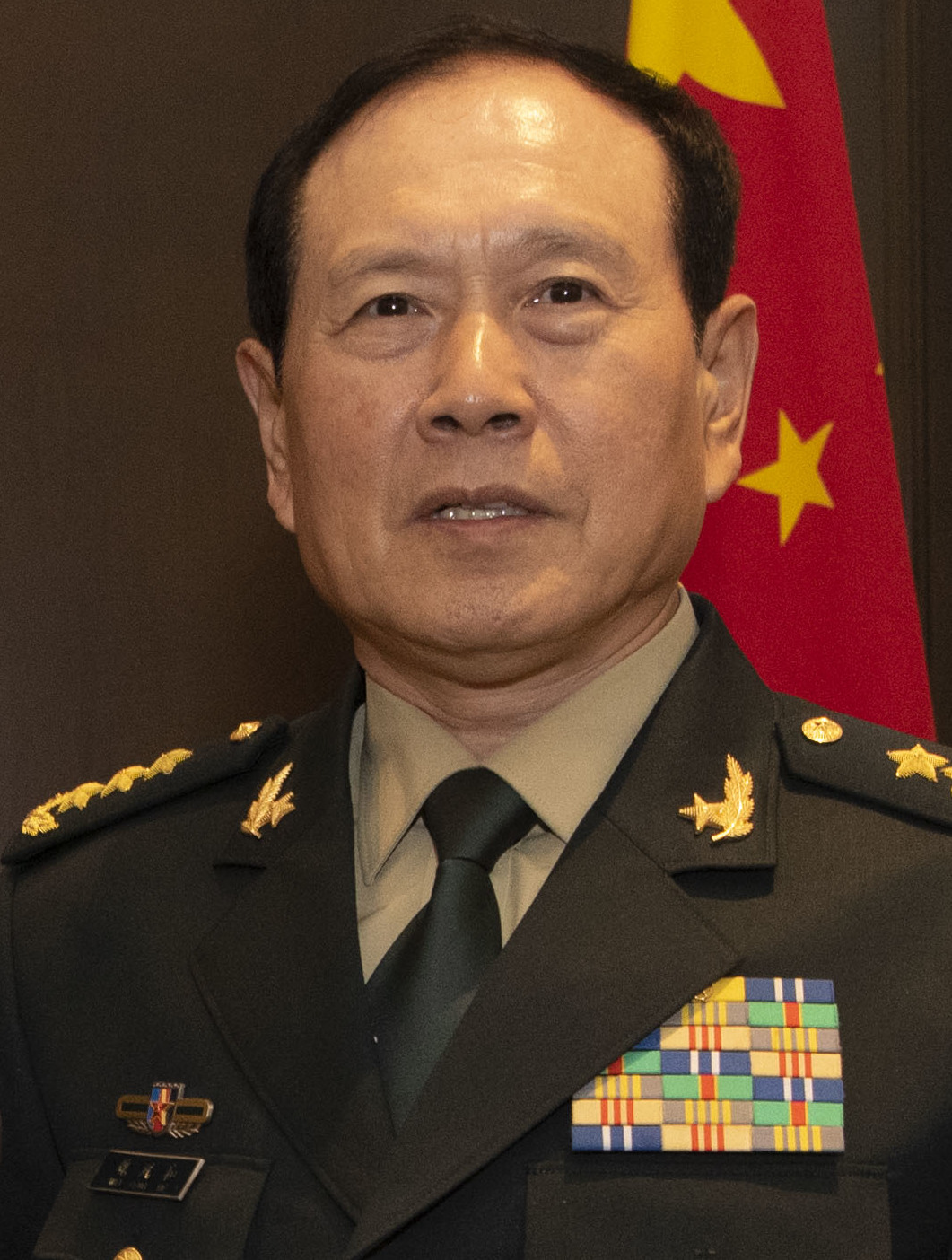
Wei Fenghe (2019)

Wei Fenghe (chinesisch 魏鳳和 / 魏凤和, Pinyin Wèi Fènghé; * Februar 1954 in Wenchen, Shandong) ist ein chinesischer General und Politiker der Kommunistischen Partei Chinas. Er war vom 19. März 2018 bis 12. März 2023 Verteidigungsminister der Volksrepublik China.

## Leben
Geboren im Februar 1954 als Sohn eines einfachen Bauern in der Gemeinde Wenchen (温陈) im Kreis Chiping, Provinz Shandong, trat Wei Fenghe im Dezember 1970, während der Kulturrevolution, mit 16 Jahren in die Volksbefreiungsarmee ein. Er begann seinen Dienst in Luoyang, Provinz Henan, auf der „Basis 54“ (第54基地, Pinyin Dì 54 Jīdì) der Brigade 813 des 2. Artillerie-Korps, das seit dem 1. Juli 1966 für die strategischen Kernwaffen Chinas zuständig war.
Im Januar 1972, mit noch nicht 18 Jahren, trat er dann auch noch in die Kommunistische Partei Chinas ein.
Verteidigungsminister Lin Biao hatte 1965 die Dienstgrade bei der Volksbefreiungsarmee abgeschafft. Daher war Wei Fenghe einfach nur ein Soldat. Dennoch gab es über die Dienststellung Aufstiegsmöglichkeiten. Wei brachte es bald zum Gruppenführer (班长, Pinyin bānzhǎng), was einem Unteroffizier entsprach, 1974 dann zum Zugführer (排长, Pinyin páizhǎng), also Leutnant.
Von 1975 bis 1977 machte er an der Fachschule für Interkontinentalraketen (大型号导弹中专, Pinyin Dàxínghào Dǎodàn Zhōngzhuān) auf der Basis 20 ca. 200 km nordöstlich von Jiuquan
eine Ausbildung für den Motor und die Steuerungssysteme der noch in der Testphase befindlichen Dongfeng 5 (东风-5型洲际弹道导弹, kurz 东五导弹, Pinyin Dōng Wǔ Dǎodàn).
Diese Fachschulen entsprechen etwa der deutschen Fachoberschule und bieten einen dem Fachabitur vergleichbaren Abschluss, der zum Studium an einer Fachhochschule (大专, Pinyin dàzhuān) berechtigt. 1982 begann Wei ein Studium an der Stabsdienst-Fakultät (指挥系, Pinyin Zhǐhuī Xì) der Akademie des 2. Artillerie-Korps (中国人民解放军第二炮兵学院, Pinyin Zhōnggúo Rénmín Jiěfàngjūn Dì Èr Pàobīng Xuéyuàn) in Wuhan, wo er 1984 seinen Abschluss machte.
Danach fungierte er als Stabsoffizier, Unterabteilungsleiter und Abteilungsleiter beim Stab der Brigade 813, schließlich als stellvertretender Brigadekommandeur. 1994 wurde ihm mit 40 Jahren der Dienstgrad eines Großoberst (大校, Pinyin dàxiào) verliehen (Verteidigungsminister Qin Jiwei hatte 1988 die Dienstgrade wieder eingeführt). Gleichzeitig wurde er zum Kommandeur seiner Brigade ernannt.
1986 wurde die Akademie des 2. Artillerie-Korps zur Führungsakademie (指挥学院, Pinyin Zhǐhuī Xuéyuàn) hochgestuft, 1990 erhielt sie das Recht, Magistertitel zu verleihen. Wei Fenghe begann dort 1994 ein Fernstudium des Fernmelde-Stabsdienstes (通信指挥, Pinyin Tōngxìn Zhǐhuī, d. h. drahtgebundene und drahtlose Übermittlung von Kommandos und Steuersignalen), das er 1997 erfolgreich abschloss. Von 1999 bis 2001 fungierte er auf der Basis 54 als stellvertretender Stabschef, dann als Stabschef. 2003 wurde Wei nach Yunnan versetzt und wurde dort Kommandeur der Basis 53 in Jianshui. 2005 wurde Wei Fenghe stellvertretender Stabschef des 2. Artillerie-Korps, 2006 der reguläre Stabschef. Im Dezember 2012 wurde er dann als stellvertretender Stabschef in den Generalstab der Volksbefreiungsarmee versetzt. Im Oktober 2012 übernahm Wei von General Jing Zhiyuan (靖志远, * Oktober 1944) das Kommando des 2. Artillerie-Korps, also der strategischen Raketenstreitkräfte Chinas. Gleichzeitig wurde er Mitglied in der Zentralen Militärkommission, sowohl der staatlichen als auch der der KPCh (beide Kommissionen sind personell identisch).

Fahne der Raketenstreitkräfte

Im Rahmen der zum 1. Januar 2016 in Kraft getretenen Militärreform wurde das 2. Artillerie-Korps
aus dem Heer ausgegliedert und als „Raketenstreitkräfte der chinesischen Volksbefreiungsarmee“ (中国人民解放军火箭军, Pinyin Zhōnggúo Rénmín Jiěfàngjūn Huǒjiànjūn) zur vierten Teilstreitkraft der chinesischen Armee. Wei Fenghe blieb Kommandeur; in einer großen Zeremonie die am Nachmittag des 31. Dezember 2015 im VBA-Gebäude in Peking abgehalten wurde, überreichte Xi Jinping, Staatspräsident und Vorsitzender der Zentralen Militärkommission, General Wei die Fahne der neuen Teilstreitkraft.
Vor dem 19. Parteitag der KPCh (18.–24. Oktober 2017) wurden die Kommandeure der vier großen Teilstreitkräfte ausgewechselt;
im September 2017 übergab Wei Fenghe das Kommando der Raketenstreitkräfte an seinen bisherigen Stellvertreter, Generalleutnant Zhou Yaning (周亚宁, * Dezember 1957).
Seine Posten als Mitglied der Zentralen Militärkommissionen von Staat und Partei behielt General Wei jedoch.
Schon auf dem 17. Parteitag der KPCh (15.–21. Oktober 2007) war Wei Fenghe zu einem von 167 Kandidaten für das Zentralkomitee der Kommunistischen Partei Chinas gewählt worden.
Auf 18. Parteitag (8.–14. November 2012) wurde er dann eines von 205 Vollmitgliedern des Zentralkomitees, und auf dem 19. Parteitag 2017 wurde er in dieser Position bestätigt.
Auf der Sitzung des 13. Nationalen Volkskongresses vom 19. März 2018 schlug Ministerpräsident Li Keqiang vor, Wei Fenghe zum Verteidigungsminister und gleichzeitig zum Staatskommissar zu berufen. Letzteres ist eine Position, die mit Artikel 86 der Verfassung von 1982 eingeführt wurde und unterhalb der (gegenwärtig 4) Vizekanzler aber oberhalb der Minister angesiedelt ist. Laut Artikel 88 der Verfassung unterstützen die (gegenwärtig 5) Staatskommissare den Ministerpräsidenten bei seiner Arbeit.
Der Volkskongress nahm Li Keqiangs Vorschlag an, und Präsident Xi Jinping unterzeichnete noch am selben Tag die Ernennungsurkunde.
In China geht die oberste Kommandogewalt von der Zentralen Militärkommission aus. Somit war Wei Fenghes Posten als Verteidigungsminister weitgehend zeremonieller Natur; seine Aufgabe bestand primär in der Pflege der Beziehungen zu ausländischen Streitkräften. So empfing er zum Beispiel am 19. Juli 2018 Philippe Rebord, den Chef der Armee der Schweiz, und besprach mit ihm den Austausch von Offizieren, die Zusammenarbeit bei internationalen Friedenssicherungsmissionen sowie Fragen der strategischen Partnerschaft zwischen beiden Ländern. Die deutsche Verteidigungsministerin Ursula von der Leyen wurde dagegen am 22. Oktober 2018 von General Xu Qiliang, einem der beiden Vizevorsitzenden der ZMK, empfangen.
Da Wei Fenghe aber Mitglied der Zentralen Militärkommission war, und dazu noch mit seinen Staatskommissar-Kollegen Wang Yi (Außenminister) und Zhao Kezhi (Minister für öffentliche Sicherheit) eine Art „Kernkabinett“ bildete,
war sein persönlicher Einfluss durchaus beträchtlich.
Zu Beginn der 14. Legislaturperiode am 4. März 2023 befand sich Wei Fenghe mit 69 Jahren schon weit jenseits der offiziellen Pensionsgrenze von 60 Jahren. Am 12. März 2023 bestimmte der Nationale Volkskongress General Li Shangfu, bis dahin Leiter der Abteilung für Waffenentwicklung der Zentralen Militärkommission und Kommandant des bemannten Raumfahrtprogramms der Volksrepublik China, zu seinem Nachfolger.
Li Shangfu übernahm auch Wei Fenghes Sitz in der Zentralen Militärkommission. Im Juni 2024 wurde Wei Fenghe und sein Nachfolger Li Shangfu wegen des angeblichen Verdachts der Vorteilsnahme aus der KPCh ausgeschlossen.